# Galactia uniflora
Galactia uniflora är en ärtväxtart som beskrevs av Ignatz Urban. Galactia uniflora ingår i släktet Galactia och familjen ärtväxter. Inga underarter finns listade i Catalogue of Life.